# Stenhomalus ogoouensis
Stenhomalus ogoouensis är en skalbaggsart som först beskrevs av Pierre Lepesme 1948.  Stenhomalus ogoouensis ingår i släktet Stenhomalus och familjen långhorningar.
Artens utbredningsområde är Gabon. Inga underarter finns listade i Catalogue of Life.